# Zebrahai
Der Zebrahai (Stegostoma tigrinum; auch: Leopardenhai) gehört zu den Ammenhaiartigen (Orectolobiformes) und ist die einzige Art der Familie Stegostomatidae.

## Körperbau
Die erwachsenen Tiere bleiben meist unterhalb von 2,30 Meter, können möglicherweise aber bis zu 3,6 Metern lang werden. Zebrahaie fallen besonders durch ihre überproportional große Schwanzflosse auf, die fast die Länge des übrigen Körpers erreichen kann. Sie haben zwei stachellose Rückenflossen, die erste ist sehr viel größer als die zweite. An den Körperseiten haben die ausgewachsenen Tiere auffällige Kanten.
Ihre Zähne sind klein. In jedem Kiefer sitzen 20 bis 23 Zahnreihen. Die Augen sitzen auf der Kopfoberseite. Die äußeren Nasenöffnungen befinden sich nahe dem Maul, haben kleine Barteln und sind durch Falten mit dem Maul verbunden. Die Spritzlöcher sind mittelgroß und sitzen hinter den Augen. Von den fünf kleinen Kiemenspalten befinden sich die letzten drei hinter der Brustflossenbasis. Die Brustflossen sind groß und abgerundet. Zebrahaie haben 207 bis 243 Wirbel.

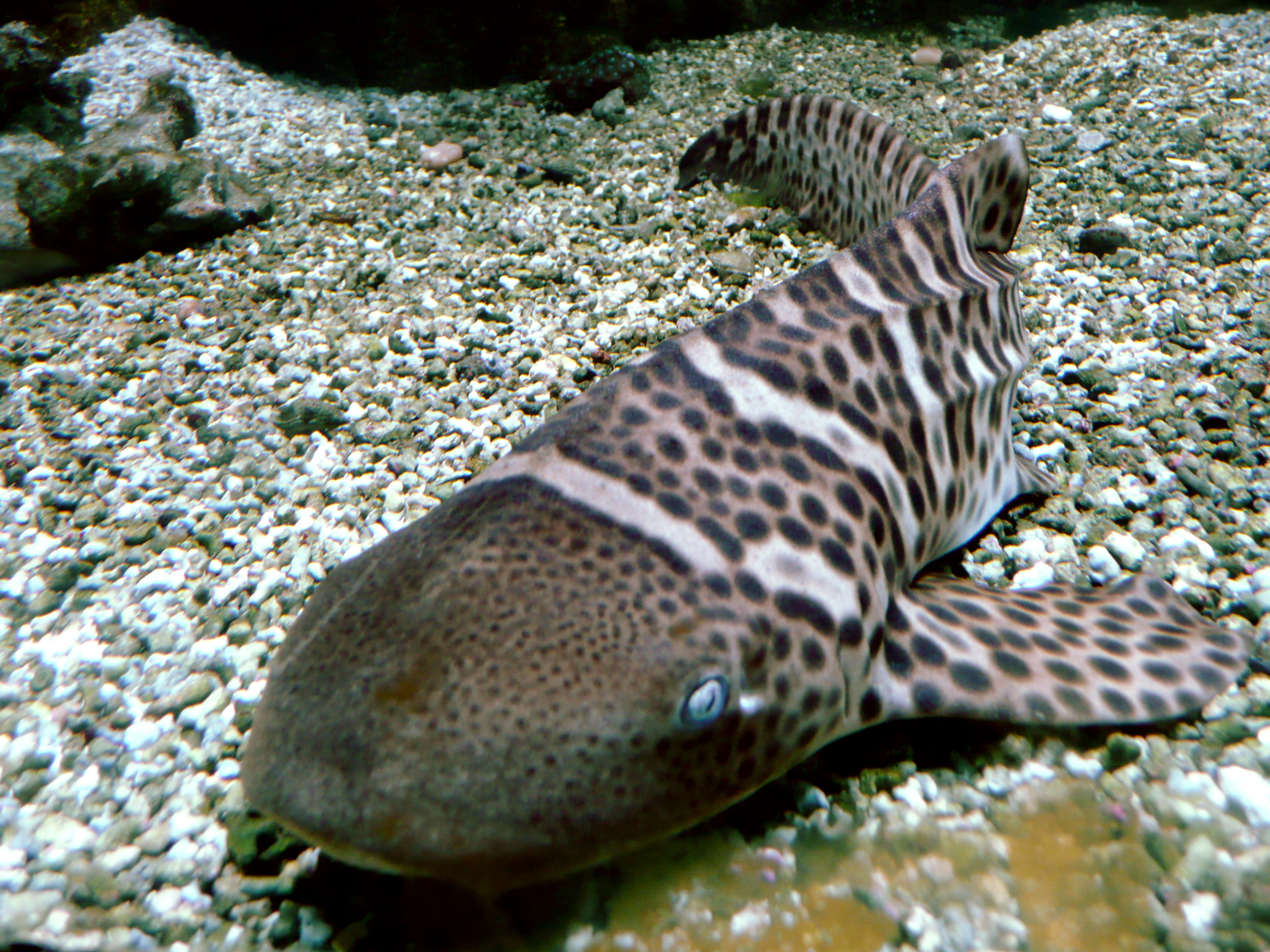
Die markante Zeichnung eines jugendlichen Zebrahais

Jungtiere, die kleiner als 70 Zentimeter sind, haben eine Zeichnung von schwarz-gelblichen Querstreifen; die ausgewachsenen Haie dagegen sind sehr viel heller und dunkel getupft. Deshalb werden sie auch als Leopardenhai bezeichnet. Dabei besteht aber eine Verwechslungsgefahr mit Triakis semifasciata, der selbigen deutschen Namen hat.

## Verbreitung

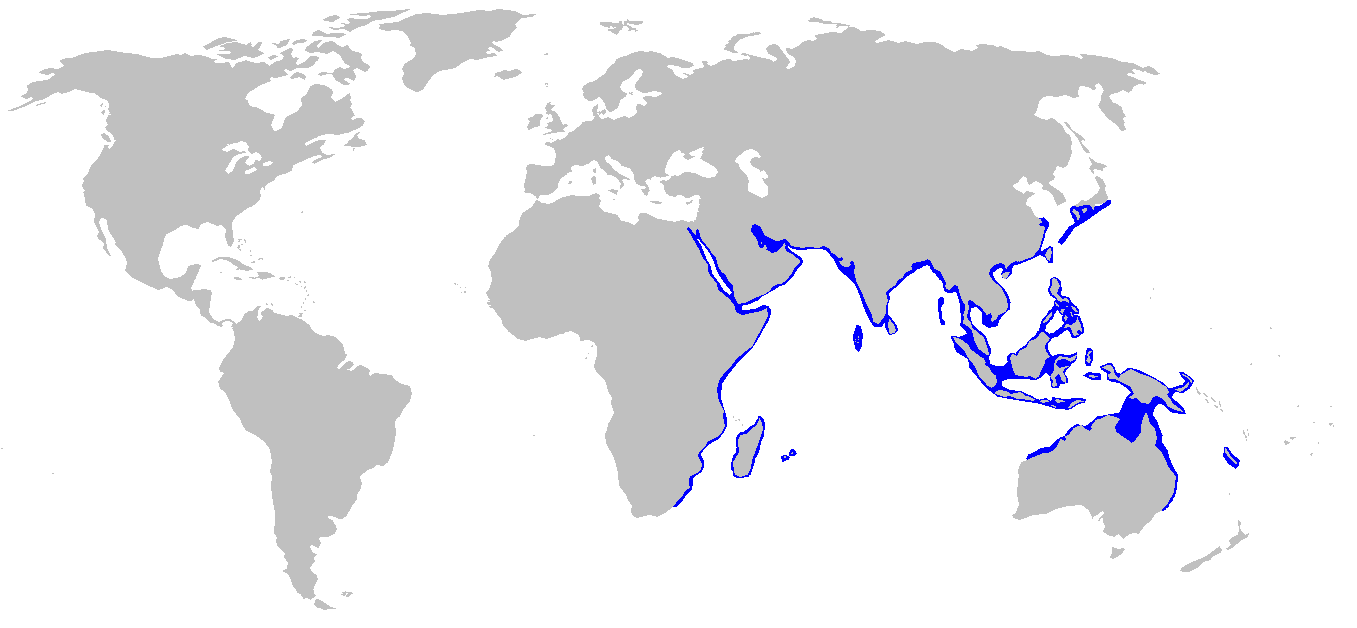
Verbreitungsgebiete des Zebrahais

Der Zebrahai lebt auf dem Schelf der Kontinente, vor Inseln im Roten Meer und im Indopazifik von Ostafrika bis nach Australien, Neukaledonien und Südjapan, meist in Tiefen von 5 bis 30 Metern, maximal bis in Tiefen von etwa 60 Metern.

## Lebensweise
Zebrahaie sind vor allem auf Sand- und Geröllböden bei Korallenriffen häufig. Auf den Philippinen soll er auch in Süßgewässer gehen. Zebrahaie sind dämmerungs-, möglicherweise auch nachtaktiv und ernähren sich von Muscheln und Schnecken, Krabben, Garnelen und kleinen Fischen. Sie bewegen sich langsam und können sich bei der Nahrungssuche durch enge Spalten und Höhlen quetschen.
Sie sind ovipar (eierlegend). Die Eikapseln sind groß, dunkelbraun oder schwärzlich purpurn. Die Jungfische sind bei der Geburt 20 bis 26 Zentimeter lang.

## Systematik
Als Autor der Erstbeschreibung des Zebrahais gilt der deutsche Naturwissenschaftler Johann Reinhold Forster der der Art 1781 den Namen Squalus tigrinus gab. 1783 beschrieb der französische Naturforscher Jean Hermann die Art erneut als Squalus fasciatus. Die Gattung Stegostoma wurde 1837 durch die deutschen Naturforscher Johannes Müller und Jakob Henle eingeführt, die Familie Stegostomatidae 1862 durch den amerikanischen Ichthyologen Theodore Nicholas Gill. Für die Art setzte sich für einen langen Zeitraum die Bezeichnung Stegostoma fasciatus durch und erst 2019 wurde festgelegt, dass dies ein Synonym von Stegostoma tigrinum ist. Letztes ist seitdem der gültige wissenschaftliche Name des Zebrahais. Es gibt zwar Morphen, die eine unterschiedliche Farbmusterung zeigen, Gattung und Familie gelten jedoch als monotypisch.